# Tephrina sakalava
Tephrina sakalava là một loài bướm đêm trong họ Geometridae.